# Riserva naturale statale Saline di Tarquinia
La riserva naturale statale Saline di Tarquinia è una zona umida ad elevata salinità marina ed area naturale protetta tutelata come riserva naturale statale e gestita dal Raggruppamento Carabinieri Biodiversità del Comando unità forestali, ambientali e agroalimentari dell'Arma dei Carabinieri che occupa circa 170 ettari lungo il litorale di Tarquinia.
Fu istituita dal Ministero dell'agricoltura e delle foreste con decreto del 25 gennaio 1980 in base a quanto previsto dalla convenzione di Ramsar sull'area di alcune saline attive dal 1802. Dal 1995 è un sito di interesse comunitario (SIC) e dal 2017 zona di protezione speciale (ZPS).

## Storia
L'attività di estrazione del sale doveva avvenire già in epoca villanoviana e sarebbe proseguita anche sotto gli Etruschi e i Romani.
Le moderne saline furono realizzate nel corso dei decenni a partire dal 1802 su iniziativa dell'ingegnere Giuseppe Lipari, che su incarico di papa Pio VII ottenne una concessione per la realizzazione di una salina la cui produzione sarebbe stata destinata a soddisfare il fabbisogno di Roma e delle provincie pontificie poste sul lato tirrenico degli Appennini in sostituzione delle saline di Ostia, che si erano gradualmente distanziate dalla linea di costa. La scelta del luogo, a circa sei miglia da Corneto (nome di Tarquinia in uso fino al 1922), fu determinata sia dalle caratteristiche del terreno, pianeggiante e salmastro, sia dalla vicinanza a Porto Clementino, che era dotato di un edificio per l'immagazzinamento delle granaglie.
Sotto il pontificato di Benedetto XIV il magazzino di Porto Clementino fu convertito in carcere, da cui sarebbe provenuta gran parte della manodopera impiegata nelle saline. A partire dal 1876 fu inoltre realizzato un piccolo insediamento adiacente alle saline per ospitare la manodopera civile; tale insediamento, una volta concluso, disponeva anche di una scuola, un edificio per il dopolavoro, un serbatoio idrico, una chiesa ed una caserma delle guardie doganali.
Nel 1980 il Ministero dell'agricoltura e delle foreste ha emanato un decreto per l'istituzione di una riserva naturale di popolamento animale, vista la sua importanza per l'avifauna migratoria e stanziale ai sensi della convenzione di Ramsar, affidandone la gestione al Corpo forestale dello Stato. L'attività di estrazione del sale è progressivamente diminuita fino alla definitiva interruzione nel 1997.

## Fauna
All'interno della riserva sono state censite circa 220 specie di uccelli sia migratorie che stanziali. La limitata estensione e le caratteristiche tipiche degli habitat hanno tuttavia consentito una ridotta diversità per quanto riguarda anfibi, rettili, mammiferi e pesci. 
Tra le specie di uccelli che vi nidificano vi sono:
- airone guardabuoi (Bubulcus ibis)
- averla capirossa (Lanius senator)
- avocetta (Recurvirostra avosetta)
- balestruccio (Delichon urbicum)
- barbagianni (Tyto alba)
- calandrella (Calandrella brachydactyla)
- cannaiola (Acrocephalus scirpaceus)
- cannareccione (Acrocephalus arundinaceus)
- cardellino (Chloris chloris)
- cavaliere d'Italia (Himantopus himantopus)
- cinciallegra (Parus major)
- cinciarella (Cyanistes caeruleus)
- codibugnolo (Aegithalos caudatus)
- cornacchia grigia (Corvus cornix)
- corriere piccolo (Charadrius dubius)
- cigno reale (Cygnus olor)
- cuculo (Cuculus canorus)
- cutrettola (Motacilla flava)
- fagiano comune (Phasianus colchicus)
- fenicottero (Phoenicopterus ruber)
- folaga (Fulica atra)
- fratino (Charadrius alexandrinus)
- fringuello (Fringilla coelebs)
- gallinella d'acqua (Gallinula chloropus)
- garzetta (Egretta garzetta)
- gazza (Pica pica)
- germano reale (Anas platyrhynchos)
- gruccione (Merops apiaster)
- nitticora (Nycticorax nycticorax)
- passera d'Italia (Passer italiae)
- passera mattugia (Passer montanus)
- pendolino (Remiz pendulinus)
- picchio verde (Picus viridis)
- rampichino (Certhia brachydactyla)
- rondine (Hirundo rustica)
- rondone (Apus apus)
- sterna comune (Sterna hirundo)
- strillozzo (Emberiza calandra)
- taccola (Coloeus monedula)
- tarabusino (Ixobrychus minutus)
- tortora dal collare (Streptopelia decaocto)
- tuffetto (Tachybaptus ruficollis)
- upupa comune (Upupa epops)
- usignolo comune (Luscinia megarhynchos)
- verzellino (Serinus serinus)
- volpoca (Tadorna tadorna)

Altre specie di uccelli importanti sono: diversi Ardeidi (bianco maggiore, cenerino e rosso), il cormorano comune, numerosi altri Anseriformi (alzavola, canapiglia, codone, fischione, mestolone e moriglione), diversi Rapaci (falco di palude, falco pescatore, falco pellegrino, gufo di palude, nibbio reale e nibbio bruno), Laridi (beccapesci oltre che gabbiano reale mediterraneo, corso, comune, roseo e corallino) e Limicoli (chiurlo, corriere grosso, pettegola, piovanello, piviere dorato e pivieressa).
Per quanto riguarda gli anfibi sono stati censite le specie: Lissotriton vulgaris meridionalis, Triturus carnifex, Bufo bufo, Bufotes balearicus, Pelophylax hispanicus e Hyla intermedia mentre tra le specie ittiche figurano: Aphanius fasciatus, Mugil cephalus e Chelon labrosus.
Tra i rettili sono state censite le specie:
- biacco (Hierophis viridiflavus)
- cervone (Elaphe quatuorlineata)
- geco comune (Tarentola mauritanica)
- geco verrucoso (Hemidactylus turcicus)
- lucertola campestre (Podarcis siculus)
- luscengola (Chalcides chalcides)
- natrice dal collare (Natrix helvetica)
- natrice tassellata (Natrix tessellata)
- ramarro occidentale (Lacerta bilineata)
- saettone comune (Zamenis longissimus)
- testuggine di Hermann (Testudo hermanni)
- testuggine palustre europea (Emys orbicularis)
- vipera comune (Vipera aspis)

Per quanto riguarda i mammiferi le specie censite comprendono:
- arvicola di Savi (Microtus savii)
- arvicola terrestre (Arvicola amphibius)
- crocidura minore (Crocidura suaveolens)
- crocidura ventrebianco (Crocidura leucodon)
- donnola (Mustela nivalis)
- faina (Martes foina)
- istrice (Hystrix cristata)
- lepre italica (Lepus corsicanus)
- molosso di Cestoni (Tadarida teniotis)
- mustiolo (Suncus etruscus)
- pipistrello albolimbato (Pipistrellus kuhlii)
- pipistrello di Savi (Hypsugo savii)
- ratto bruno (Rattus norvegicus)
- riccio europeo (Erinaceus europaeus)
- scoiattolo comune (Sciurus vulgaris)
- talpa romana (Talpa romana)
- tasso (Meles meles)
- topo domestico (Mus domesticus)
- topo selvatico (Apodemus sylvaticus)
- toporagno appenninico (Sorex samniticus)
- vespertilio di Capaccini (Myotis capaccinii)
- vespertilio di Natterer (Myotis nattereri)
- volpe (Vulpes vulpes)

Sulla popolazione invertebrata sono stati condotti pochi studi ma i cui risultati certificherebbero comunque una scarsa varietà. Tra le specie individuate: Hydrobia acuta e ventrosa, Bithynia leachii e tentaculata, Artemia salina, Branchipus schaefferi, Chirocephalus diaphanus, Triops cancriformis, Calopteryx virgo e haemorrhoidalis, Ischnura elegans e pumilio, Cercion lindeni ed Aeshna mixta.

## Flora
La flora posta lungo gli argini, all'interno delle vasche, negli stagni costieri e sulle dune presenta diverse specie rare e minacciate tipiche degli ambienti con elevata salinità.
Tra le specie censite:
- ailanto (Ailanthus altissima)
- Cladophora vagabonda
- Dunaliella salina
- erba cristallina stretta (Mesembryanthemum nodiflorum)
- erba franca annuale (Frankenia pulverulenta subsp. pulverulenta)
- fiordaliso ispido (Centaurea aspera subsp. aspera)
- giglio di mare(Pancratium maritimum)
- gramigna delle spiagge (Elymus farctus)
- olivello di Boemia (Elaeagnus angustifolia)
- pino domestico (Pinus pinea)
- pino d'Aleppo (Pinus halepensis)
- pioppo bianco (Populus alba)
- Pulcinella convoluta
- ravastrello (Cakile maritima)
- salicornia glauca (Arthrocnemum macrostachyum)
- salsola Erba-Cali (Salsola tragus)
- Sarcornia fruticosa
- Sarcornia perennis
- sparto pungente (Ammophila arenaria)
- Suaeda fruticosa
- Suaeda vera
- tamerici (Tamarix gallica e tamarix africana)
- vilucchio marittimo (Calystegia soldanella)
- zigolo delle spiagge (Cyperus capitatus*il mirto